# Polyipnus danae
Polyipnus danae és una espècie de peix pertanyent a la família dels esternoptíquids.

## Descripció
- Fa 2,8 cm de llargària màxima.[5][6]

## Hàbitat
És un peix marí que viu entre 0-700 m de fondària.

## Distribució geogràfica
Es troba al Pacífic occidental: les illes Filipines i el mar de la Xina Meridional.

## Observacions
És inofensiu per als humans.